# Scopelengys clarkei
Scopelengys clarkei är en fiskart som beskrevs av Butler och Ahlstrom, 1976. Scopelengys clarkei ingår i släktet Scopelengys och familjen Neoscopelidae. Inga underarter finns listade i Catalogue of Life.